# Gelsenkirchen
Gelsenkirchen är en kretsfri stad i norra delen av Ruhrområdet i det tyska förbundslandet Nordrhein-Westfalen. Staden har cirka 270 000 invånare i slutet av 2011.
Staden ligger i en del av Ruhrområdet där tidigare stora mängder stenkol brutits och där man i 117 år, fram till 1999, producerade koks i koksverk.
Den första gruvan anlades 1858 av ett brittiskt bolag, och 1875 erhöll Gelsenkirchen stadsrättigheter. 1928 införlivades orterna Horst och Buer i staden. Tack vare den stora tillgången på kol uppstod en betydande järn- och stålindustri, senare kemisk industri, glas- och spegelfabriker.
I Gelsenkirchen pågår en profilering mot produktion av solenergi genom tillverkning av solceller. I staden finns två yrkesinriktade högskolor - den ena inom området offentlig förvaltning och den andra inom områdena maskintillverkning, elektroteknik och informationsteknik.
Fotbollslaget FC Schalke 04 hör hemma i Gelsenkirchen.

## Galleri

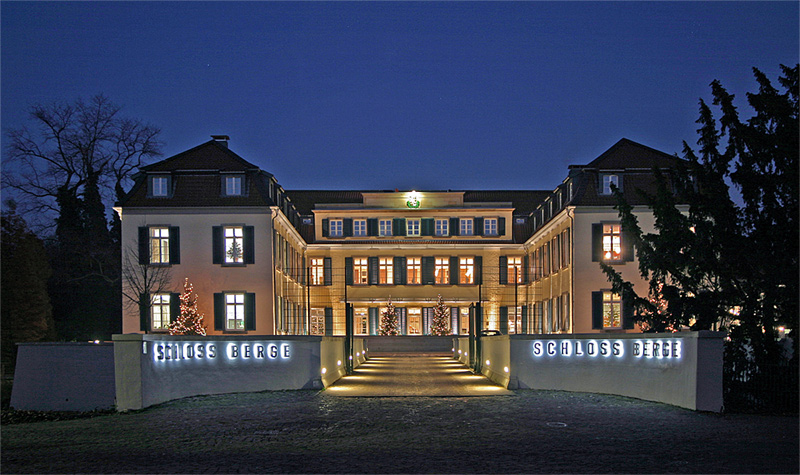
Schloss Berge
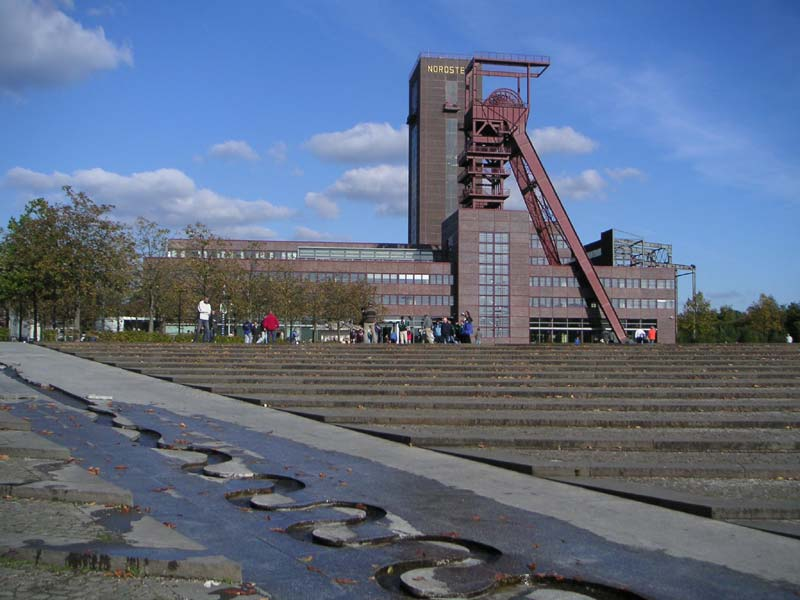
Före detta "Zeche Nordstern" - en gruva
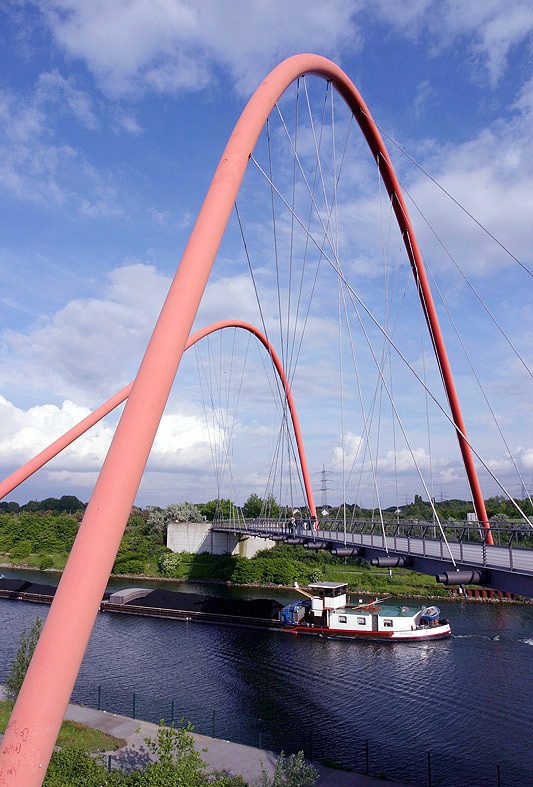
Kanalbrücke